# Israelitisches Krankenhaus Hamburg
Das Israelitische Krankenhaus in Hamburg ist ein Krankenhaus der Grund- und Regelversorgung, das auf die Behandlung von Erkrankungen der Verdauungsorgane spezialisiert ist, insbesondere auf Tumorerkrankungen von Magen und Darm. 2018 wurde das Krankenhaus als Viszeral-medizinisches Zentrum anerkannt. Es ist das zweitälteste Krankenhaus Hamburgs. Träger des Krankenhauses ist die Stiftung Israelitisches Krankenhaus in Hamburg. Seit 1960/61 residiert es in einem Neubau am Orchideenstieg 14 in Hamburg-Alsterdorf. Es hat 152 + 9 tagesklinische Betten. Zum Krankenhaus gehören eine Medizinische Klinik, eine Chirurgische Klinik sowie eine Anästhesiologie/Intensivmedizin. Am Israelitischen Krankenhaus sind ein Hospiz, mehrere Facharztpraxen sowie weitere Gesundheitsdienstleister angesiedelt.
Das Israelitische Krankenhaus wurde als „Krankenhaus der Deutsch-Israelitischen Gemeinde, der seligen Frau Betty Heine zum Andenken erbaut von ihrem Gatten“ zwischen 1841 und 1843 in Hamburg-Sankt Pauli mit anfänglich 80 Betten errichtet und dort bis 1939 betrieben.

## Geschichte

### Gründung

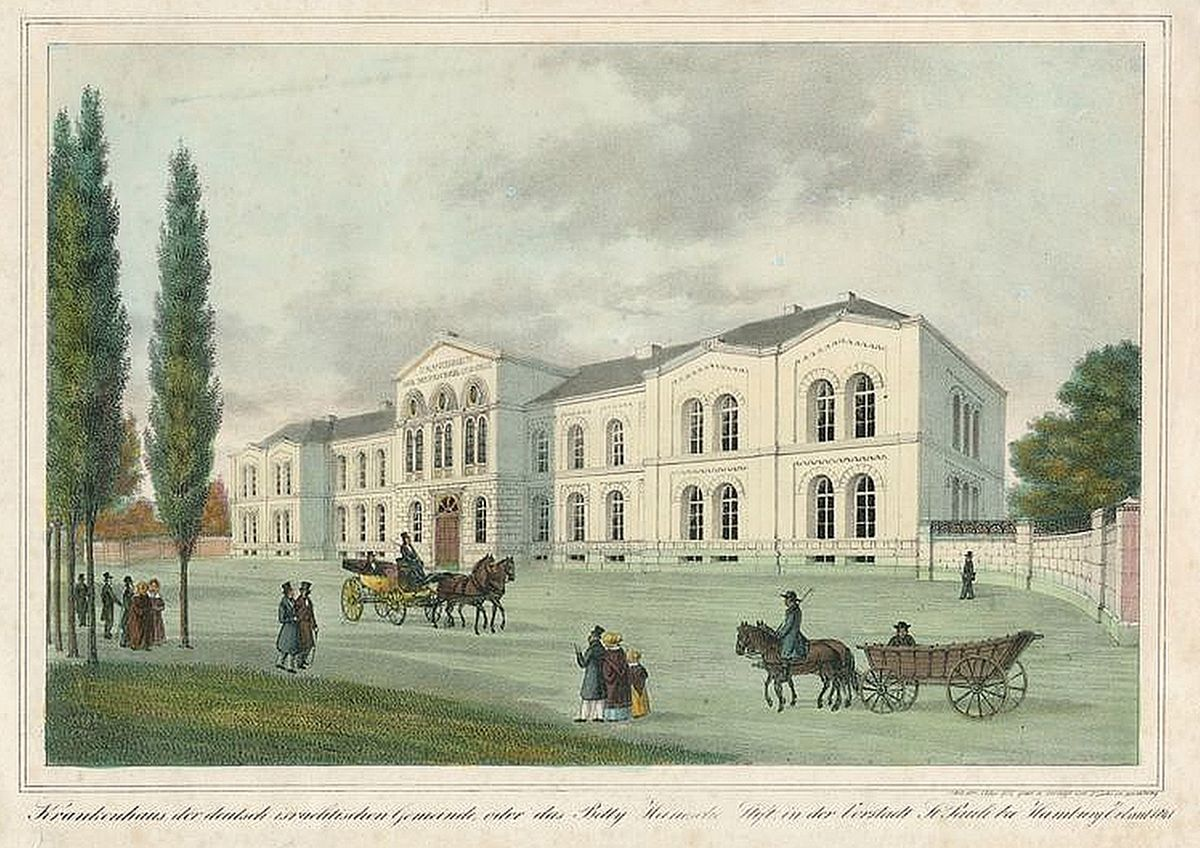
Krankenhaus der deutsch-israelitischen Gemeinde, erbaut 1841, Lithografie der Gebrüder Suhr

Auf der Gründungsversammlung am 10. November 1839 erbot sich Salomon Heine, die für den Bau eines Krankenhauses notwendige Summe von 80 000 Mark Banco zu stiften. Das Hospital sollte mit seinem Namen und einer Inschrift an seine verstorbene Frau Betty Heine geb. Goldschmidt (1777–1837) erinnern. Noch vorhandene Mittel einer früheren Sammlung von 1817 sollten für die Innenausstattung verwandt werden. Im Betsaal sollte eine Tafel auf den Stifter hinweisen und bis „zu ewigen Tagen“ gepflegt werden.

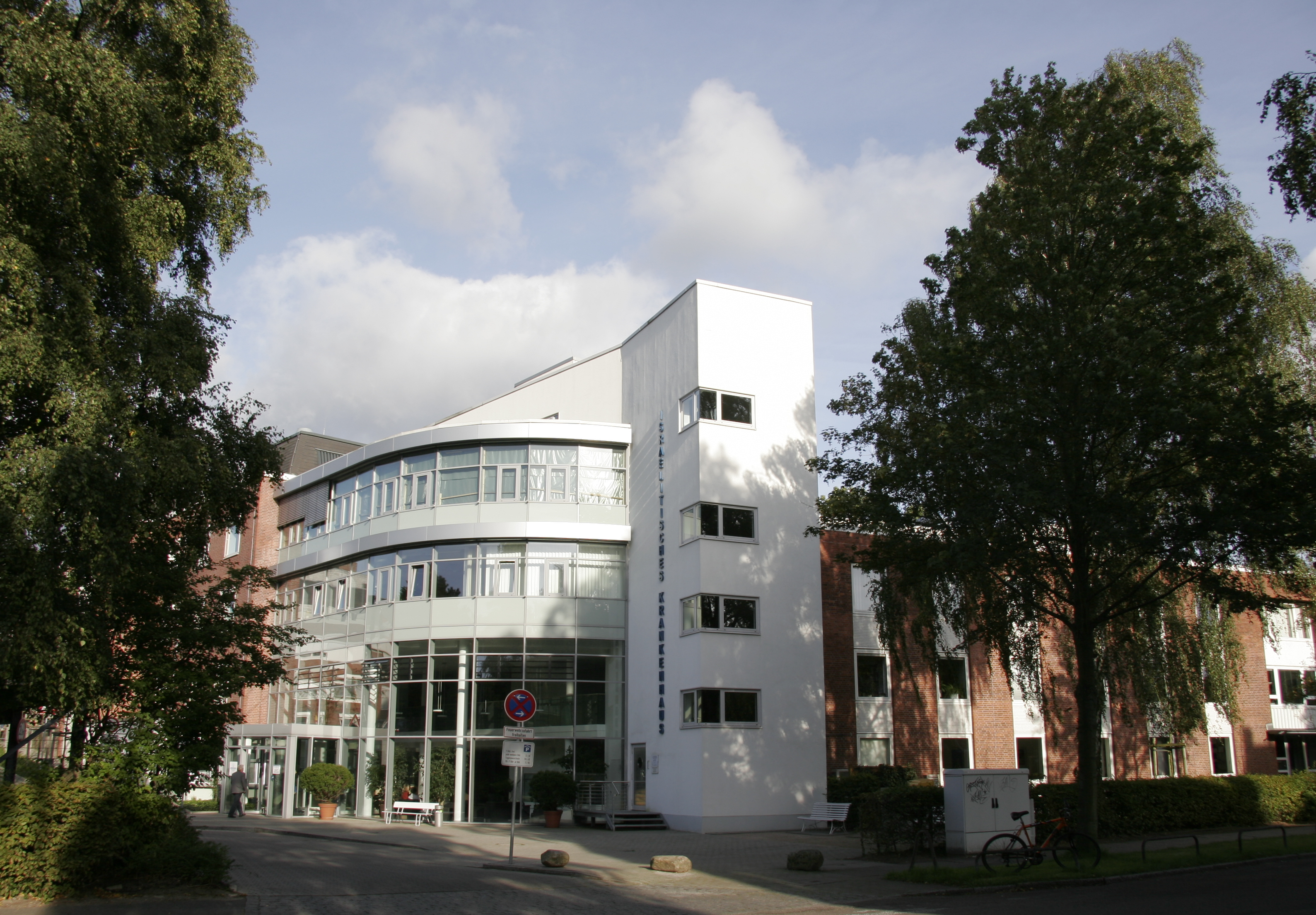
Neubau Israelitisches Krankenhaus am Orchideenstieg in Hamburg

Am 16. Juni 1841 erfolgte die Grundsteinlegung auf dem Gelände des 1606 angelegten ehemaligen Pesthofes auf dem Hamburger Berg, welches die Stadt zur Verfügung stellte. Der Entwurf stammte von Johann Hinrich Klees-Wülbern (1800–1845), der auch die Bauleitung übernahm und gleichzeitig mit dem Bau des Neuen Israelitischen Tempels in der Poolstraße befasst war. Am 7. September 1843 wurde das  Krankenhaus in Betrieb genommen. Salomon Heine starb am 23. Dezember 1844. Sein Neffe, der Dichter Heinrich Heine, setzte dem Stifter im selben Jahr ein literarisches Denkmal in dem Gedicht Das neue israelitische Hospital zu Hamburg.

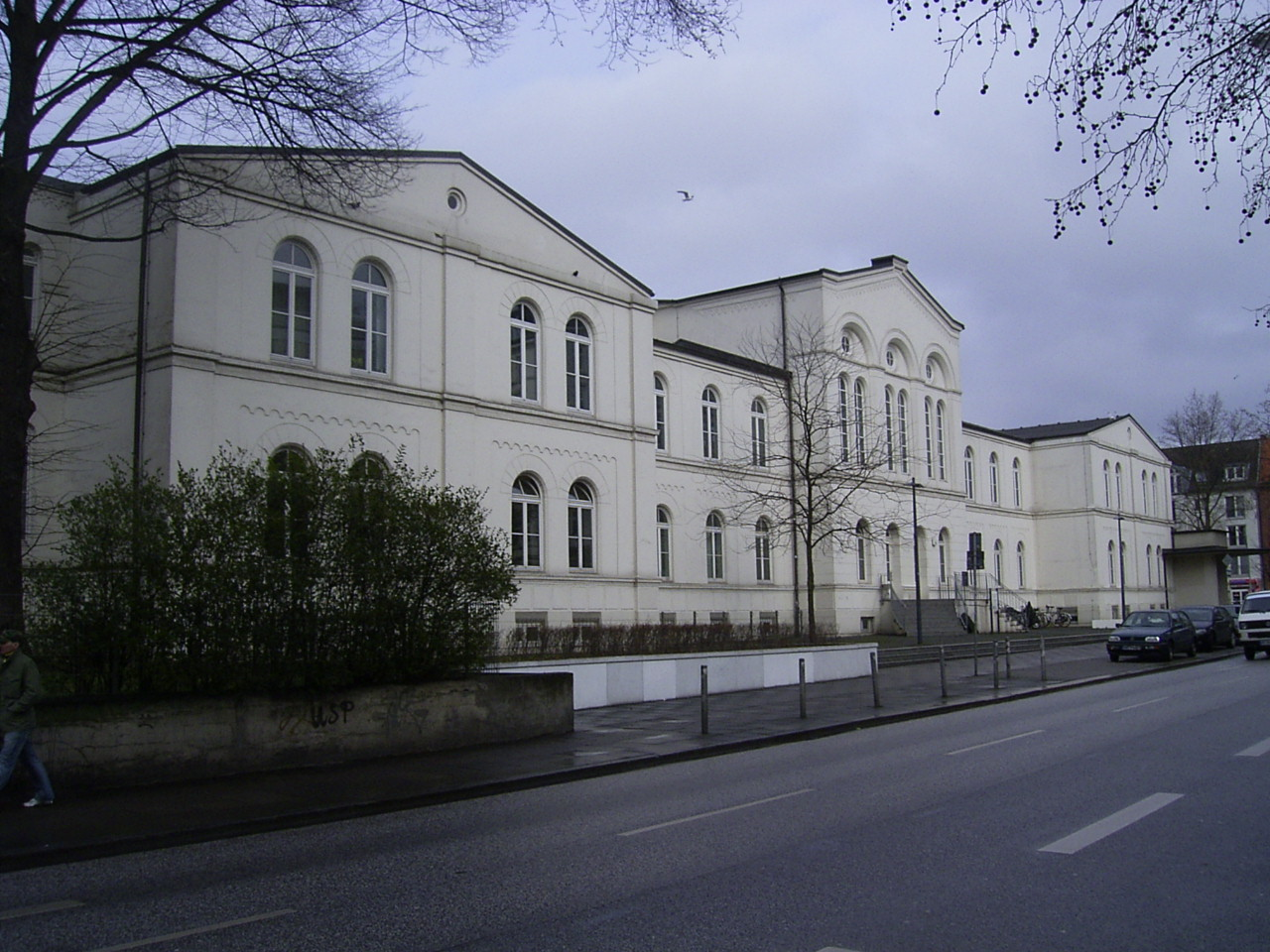
Das ehemalige Israelitische Krankenhaus an der heutigen Simon-von-Utrecht-Straße in St. Pauli

Das Krankenhaus verstand sich als „Institut zur Aufnahme, Verpflegung und Heilung Israelitischer Kranker jedweden Alters und Geschlechts“, behandelte aber Patienten jeder Konfession. 1864 verschlechterte sich seine finanzielle Lage infolge der Emanzipation der Juden in Hamburg. Die damit verbundene Abschaffung der Zwangsmitgliedschaft in der Jüdischen Gemeinde führte bei dieser zum Rückgang der Einnahmen. Salomon Heines Sohn Carl Heine (20. Januar 1810 – 4. Juli 1865) bot in dieser Situation 341.200 Mark Banco in „guten Staatspapieren“ an, deren Zinsen die laufenden Kosten des Krankenhauses decken sollten. Nach seinem Tod vereinbarten die Jüdische Gemeinde und das Krankenhaus am 22. November 1865 eine Neufassung der Statuten, die die Verwaltung des Krankenhauses einem Collegium (später: Kuratorium) übergab.
1866 und 1889 erlangte das Krankenhaus durch Beschluss des Hamburger Senats Rechtsfähigkeit als milde Stiftung. Die von Süden auf das Haus zulaufende Straße erhielt 1869 den Namen Heinestraße. Die Zeit des Nationalsozialismus überdauerte dieser Straßenname nicht. Seit 1938 heißt die Straße Hamburger Berg.
Zum Ende des 19. Jahrhunderts konnten bis zu 112 Patienten stationär versorgt werden. Die 1880 eröffnete Poliklinik war 1891 in einen Pavillon ausgelagert worden. 1897 folgte ein Erweiterungsbau, 1901 wurden Pavillons für eine Krankenstation und eine Isolierstation eingerichtet. 1904 wurde der Altbau von 1841/1843 mit dem Einbau einer Zentralheizung und neuer Toiletten umfassend erneuert. 1906 wurde ein Schwesternhaus errichtet, das 1915 noch vergrößert wurde.

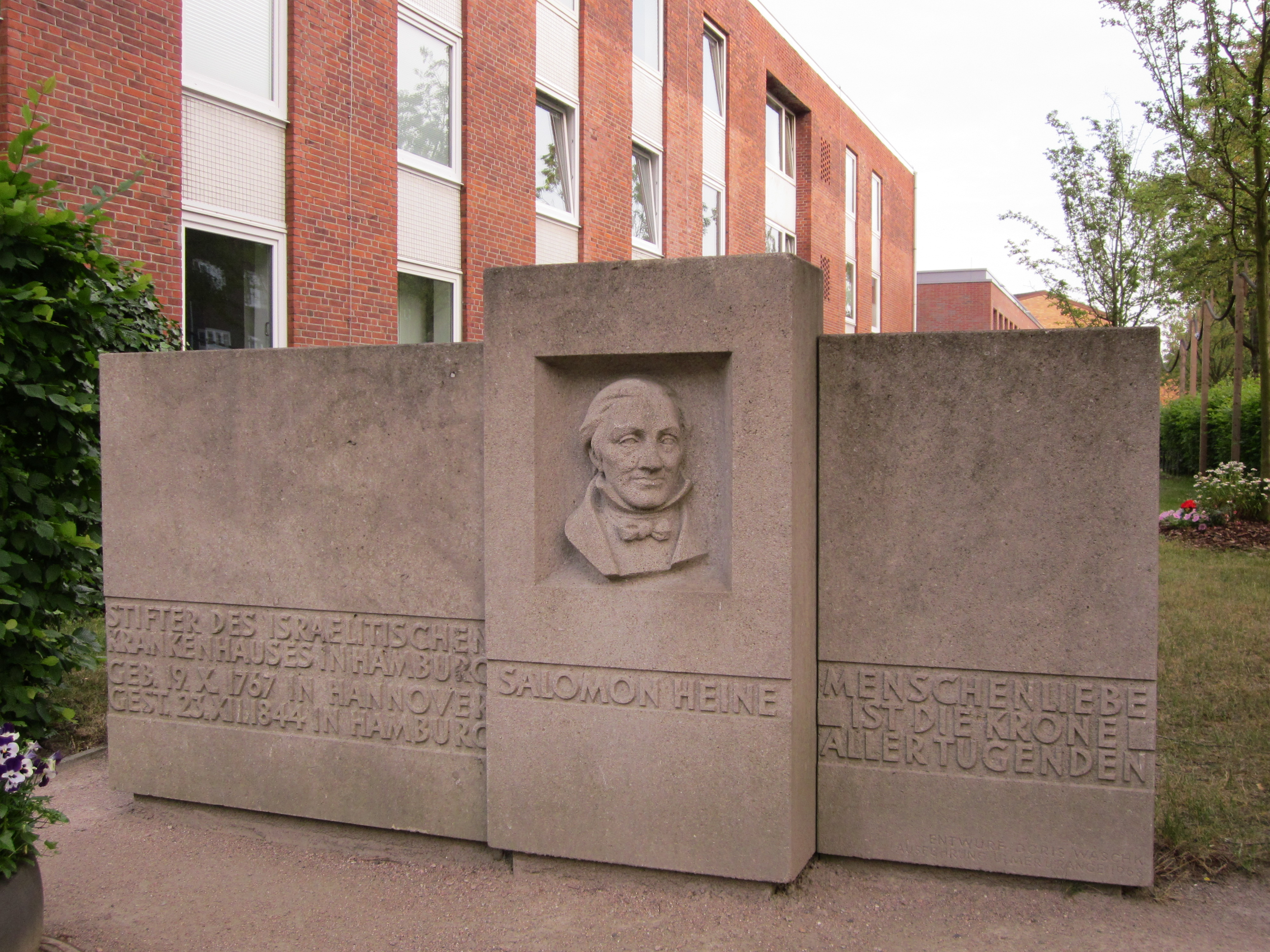
Neubau 1959–61 am Orchideenstieg in Alsterdorf mit Salomon-Heine-Denkmal von Doris Waschk-Balz 1968

### 20. Jahrhundert
Die jüdische Gemeinde in Hamburg hatte zu Beginn des 20. Jahrhunderts knapp 20.000 Mitglieder. Die für Selbstzahler reservierten Betten der 1. und 2. Klasse des Israelitischen Krankenhauses waren von mehr Christen als Juden belegt. Insgesamt hatte das Krankenhaus 1913 etwa 140 Betten. Im Ersten Weltkrieg wurde es Reservelazarett mit 173 Betten, von denen jeweils mehr als die Hälfte mit Kriegsteilnehmern belegt waren. 1927 gab es etwa 125 Betten, aber häufig wurden bis zu 140 Patienten behandelt. Nach den Plänen der Architekten Hermann Distel und August Grubitz wurde 1929 ein fünfgeschossiger Erweiterungsbau für die chirurgische Station errichtet. 1930 schließlich wurde die Innere Abteilung im Haupthaus umgebaut und der straßenseitige Haupteingang von der Mitte des Gebäudes an das Ende des Ostflügels verlegt. Das Krankenhaus verfügte nun über insgesamt 230 Betten.
Nach 1933 existierte es unter größten Schwierigkeiten weiter. Staatliche Behinderung untergrub systematisch seine finanzielle Basis. 1933 waren 60 % der Patienten nicht jüdisch, 1937 dagegen nur noch 22,4 %. Bis 1940 nahm die Anzahl der abgerechneten Pflegetage um mehr als die Hälfte ab. Schon 1933 musste die angeschlossene Krankenpflegeschule auf Anordnung geschlossen werden.
Im September 1939 kam es unter dem Druck der Verhältnisse zu einem Abkommen zwischen der Jüdischen Gemeinde, dem Israelitischen Krankenhaus und dem Staat. Das Restvermögen, die Gebäude und Liegenschaften wurden dem Staat überschrieben; als Gegenleistung verzichtete dieser auf Zinsforderungen und sonstige Außenstände.
Als notdürftiger Ersatz fungierten zwei Hamburger Gebäude in der Johnsallee 54 sowie 68, seit 1942 nur noch das Gebäude in der Johnsallee 68. Kurz danach kam es zu einem erneuten Umzug in das Gebäude des ehemaligen jüdischen Pflege- und Siechenheims in der Hamburger Schäferkampsallee.
1943 wurde der in eine Kieferklinik und ein Reservelazarett umgewandelte Ursprungsbau durch Luftangriffe stark beschädigt und nach dem Krieg zunächst nur notdürftig für eine gewerbliche Nutzung wiederhergerichtet. Erst 1987 begann man mit einer umfassenden Instandsetzung. Am 24. September 1991 erfolgte die Eintragung in die Denkmalliste. Der Bau wurde nun von der zentralen Betreuungsbehörde genutzt, die zum 1. Januar 1992 ihre Arbeit aufnahm. Seit 2000 dient er als Kundenzentrum des Ortsamts St. Pauli.
1946 kam es zur Wiederbelebung des unabhängigen Krankenhauskuratoriums, das alte Gebäude aber war völlig ungeeignet und eine Rückkehr in die Ruinen unmöglich, die Zustände in der Schäferkampsallee ebenfalls auf Dauer nicht haltbar. Der Hamburger Senat und die Bürgerschaft stellten daher insgesamt mehr als 4 Millionen DM und ein Grundstück in Alsterdorf am Orchideenstieg für einen Neubau zur Verfügung. Dort wurde am 27. Mai 1959 der Grundstein gelegt. Am 15. Dezember 1960 sagte der damalige Erste Bürgermeister Max Brauer in seiner Rede zur Eröffnung des ersten Bauabschnittes:
„In meiner Jugendzeit war ein geflügeltes Wort in meinem evangelischen Elternhaus: Wenns ganz schlimm ist, dann geh ins Jüdische Krankenhaus!“
Am 15. Juli 1961 wurde der zweite Bauabschnitt seiner Bestimmung übergeben. 1981 hatte das Haus mit Innerer und Chirurgischer Abteilung sowie Interdisziplinärer Intensivstation 219 Betten. 2002 bis 2008 wurden umfangreiche Umbau- und Sanierungsarbeiten im gesamten Haus durchgeführt. Im Jahr 2004 wurde das Warburg-Haus als Erweiterung des bestehenden Hauses eröffnet, in dem heute die neue Eingangshalle, das Atrium sowie die Stationen 1A, 2A und 3A untergebracht sind. In dem 2011 eröffneten Neubau am Orchideenstieg 12 befinden sich mehrere Facharztpraxen, das Ikaneum, ein Fachinstitut für Darmgesundheit und Ernährung am Israelitischen Krankenhaus sowie das Hospiz am Israelitischen Krankenhaus mit Plätzen für neun Gäste. Das Hospiz ist als gGmbH eine Tochter der Stiftung Israelitisches Krankenhaus in Hamburg. 2014 erfolgte die Erweiterung der Intensivstation, welche aktuell über 12 Betten verfügt.
Heute hat das Israelitische Krankenhaus 152 + 9 tagesklinische Betten. Jährlich werden rund 8.000 Patienten stationär sowie in diesem Jahr voraussichtlich rund 9.500 Patienten ambulant und etwa 900 Patienten teilstationär behandelt. 

## Spezialisierung
Das Israelitische Krankenhaus ist akademisches Lehrkrankenhaus der Universität Hamburg. Zu seinen Forschungsschwerpunkten gehören Erkrankungen des Pankreas (vor allem akute und chronische Pankreatitis) und des Magen-Darm-Traktes. Vertreter des Krankenhauses sind an der Entwicklung von internationalen medizinischen Leitlinien beteiligt, darunter der S3-Leitlinie zum Reizdarmsyndrom.
An der Chirurgischen Klinik des IK nahm Carsten Zornig 2007 die weltweit erste narbenlose Entfernung einer Gallenblase durch die Vagina vor. Das Israelitische Krankenhaus ist eines der ersten Krankenhäuser in Deutschland, an denen wiederholte Darminfektionen mit Clostridium difficile durch Mikrobiomtransfer behandelt werden. Hierbei wird der Stuhl von gesunden Spendern in den Darm von Patienten übertragen.